# Dicercomorpha javanica
Dicercomorpha javanica es una especie de escarabajo barrenador metálico del género Dicercomorpha, categorizada en la tribu Dicercini, de la subfamilia Chrysochroinae. Fue descrita por Laporte & Gory en 1836.
Es sinónimo de Buprestis javanica Laporte & Gory, 1836. Se distribuye por la región indomalaya.